# Tehran Taboo
Tehran Taboo (en persa: تهران تابو) és una pel·lícula romàntica d'animació de 2017 dirigida per Ali Soozandeh. Animada a través de la tècnica de la rotoscòpia, explica la història de tres dones i un músic que viuen a Teheran i els seus intents perseverants per a fer front a les estrictes lleis religioses de l'Iran i la hipocresia resultant. La pel·lícula es va projectar a la secció de la Setmana Internacional de la Crítica al 70è Festival Internacional de Cinema de Canes.

## Argument
Pari no pot divorciar-se sense el permís del seu marit que és a la presó car ell s'hi oposa. A causa de la pobresa, s'ha vist obligada a prostituir-se a la vegada que té cura del seu fill de sis anys, Elias. Quan acut davant d'un jutge del Tribunal Revolucionari Islàmic per a demanar el divorci, el jutge intercanvia un acord de concubina i l'allotja en un pis que té en propietat. Allà coneix Sara i el seu marit.
En una subtrama separada, Donya li diu a Babak que està a punt de casar-se amb un altre home. A causa del tabú del país que imposa que les dones arribin verges als matrimoni, ella i Babak es veuen obligats a aconseguir diners per a una operació delicada i il·legal per a restaurar l'aparença de virginitat dels seus genitals. Més endavant li comunica a Pari que no es casarà, sinó que serà venuda a un traficant de Dubai perquè les verges hi tenen preus més alts.

## Producció
Soozandeh va utilitzar el procés de rotoscòpia davant la impossibilitat de rodar la pel·lícula a Teheran. Per a superar aquest problema, va utilitzar la rotoscòpia que combina l'acció en directe amb l'animació. Els actors es van filmar amb un teló de fons verd i s'hi va afegir animació per a permetre la inserció de detalls de fons específics de Teheran. El director va afirmar que el seu propòsit en fer la pel·lícula era inspirar el canvi social a l'Iran.